# West Berkshire
West Berkshire is een unitary authority en een district in de Engelse regio South East England in de ceremoniële graafschap Berkshire en telt 159.000 inwoners. De oppervlakte bedraagt 704 km². De hoofdstad is Newbury.

## Demografie
Van de bevolking is 13,3 % ouder dan 65 jaar. De werkloosheid bedraagt 1,7 % van de beroepsbevolking (cijfers volkstelling 2001).
Het aantal inwoners steeg van ongeveer 138.800 in 1991 naar 144.483 in 2001.

## Civil parishesin district West Berkshire
Aldermaston, Aldworth, Ashampstead, Basildon, Beech Hill, Beedon, Beenham, Boxford, Bradfield, Brightwalton, Brimpton, Bucklebury, Burghfield, Catmore, Chaddleworth, Chieveley, Cold Ash, Combe, Compton, East Garston, East Ilsley, Enborne, Englefield, Farnborough, Fawley, Frilsham, Great Shefford, Greenham, Hampstead Marshall, Hampstead Norreys, Hermitage, Holybrook, Hungerford, Inkpen, Kintbury, Lambourn, Leckhampstead, Midgham, Newbury, Padworth, Pangbourne, Peasemore, Purley on Thames, Shaw cum Donnington, Speen, Stanford Dingley, Stratfield Mortimer, Streatley, Sulham, Sulhamstead, Thatcham, Theale, Tidmarsh, Tilehurst, Ufton Nervet, Wasing, Welford, West Ilsley, West Woodhay, Winterbourne, Wokefield, Woolhampton, Yattendon.